# Bolitoglossa madeira
Espèce
Bolitoglossa madeira est une espèce d'urodèles de la famille des Plethodontidae.

## Répartition
Cette espèce est endémique du Rondônia au Brésil. Elle se rencontre dans la municipalité de Porto Velho entre 70 et 100 m d'altitude.

## Étymologie
Cette espèce est nommée en référence au lieu de sa découverte, le rio Madeira.

## Publication originale
- Brcko, Hoogmoed & Neckel-Oliveira, 2013 : Taxonomy and distribution of the salamander genus Bolitoglossa Dumeril, Bibron & Dumeril, 1854 (Amphibia, Caudata, Plethodontidae) in Brazilian Amazonica. Zootaxa, no 3686 (4), p. 401-431.